# Mongołowie
Mongołowie (mong. Mongolčuud ᠮᠣᠩᠭᠣᠯᠴᠤᠳ, w cyrylicy Монголчууд) – środkowoazjatycka grupa etnograficzna zamieszkująca głównie tereny Wyżyny Mongolskiej, ich ojczyzna jest obecnie podzielona między Mongolię oraz kontrolowaną przez Chińską Republikę Ludową Mongolię Wewnętrzną. Posługują się językiem mongolskim i jego licznymi dialektami, tradycyjnie prowadzą koczowniczy tryb życia związany z hodowlą zwierząt (głównie Chałchasi oraz Ojraci), jednak coraz większa część populacji zaczyna przechodzić na tryb osiadły.
Główną religią Mongołów jest buddyzm tybetański, niewielka część wyznaje islam. Zdecydowana większość ludów mongolskich posiada wspólną tożsamość związaną ze współdzielonymi zwyczajami oraz historią.

## Populacja
Ogólną liczebność populacji Mongołów oceniono pod koniec XX wieku na 8,8 mln osób. Stanowią większość obywateli Mongolii (2,2 mln) oraz około jednej-szóstej mieszkańców Mongolii Wewnętrznej (6 mln). Na terenie Chin Ludowych mongolskie enklawy występują również w Sinciangu, Tybecie oraz prowincjach Qinghai, Gansu, Heilongjiang, Liaoning i Jilin. Niektóre grupy zamieszkują rosyjską Syberię.
Mongołów można podzielić na wiele podgrup. Chałchasi stanowią ponad 80% populacji Mongolii. Ojraci zasiedlają tereny wysunięte najbardziej na zachód spośród wszystkich podgrup, można wśród nich wyróżnić Kałmuków, Bajatów, Oletów, Dzachaczynów oraz Mingatów – zamieszkują tereny południowo-zachodniej Rosji, zachodnich Chin i Mongolii. Mongolia Wewnętrzna jest domem dla Czacharów, Uratów, Chorczinów i Ordosów. W Mandżurii wyróżnić można Bargutów oraz Dagurów, w prowincji Gansu zamieszkują Mongołowie Tu (in. Mongorowie), Dongxiang i Bonan a w rosyjskiej Buriacji – Buriaci. Afgańscy Mongołowie nazywani są Mogołami.

### Chałchasi
Jedna z grup uważanych za trzon ludów mongolskich, zwłaszcza na terenie północnej Azji. Dominują na terenie Mongolii oraz są największą grupą mongolską w Mongolii Wewnętrznej. Używany przez nich dialekt chałchaski (tzw. język chałcha-mongolski) jest często określany mianem „oryginalnego” języka mongolskiego i stanowi standard literacki oraz język urzędowy Mongolii.

### Ojraci
Inaczej Mongołowie Zachodni, najbardziej na zachód wysunięta grupa Mongołów, jedna z nacji wchodzących w skład „trzonu” ludów mongolskich. Do tej grupy etnicznej zaliczają się także inne podgrupy: Kałmucy (a wśród nich Derbeci, Choszuci, Sartowie, Torguci i Buzawa), Bajaci, Oleci, Dzachaczyni oraz Mingaci. Zamieszkują głównie zachodnią Mongolię oraz Kotlinę Dżungarską w Sinciangu a także prowincję Qinghai. Używają dialektów zachodnich języka mongolskiego, m.in. języka ojrackiego. Należący do Ojratów Derbeci zamieszkują licznie zachodnią Mongolię. Jest to jedno z trzech głównych plemion Kałmuków, jedyni, którzy zdecydowali się powrócić do swojej pierwotnej ojczyzny – Dżungarii. Ich grupy wciąż zasiedlają zachodnią Mongolię (okolice pogranicza mongolsko-rosyjskiego, ok. 66 tys. osób), Sinciang oraz Qinghai.

#### Kałmucy

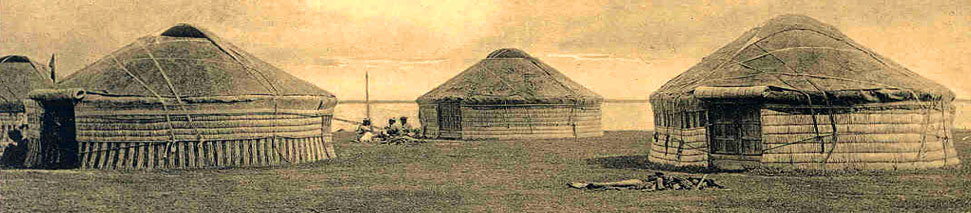
Obozowisko kałmuckiego plemienia Buzawa

Zaliczani do grupy Ojratów, mieszkają głównie na terenie Kałmucji w dolnym biegu Wołgi, na północno-zachodnim brzegu Morza Kaspijskiego, mniejsze grupy żyją wzdłuż Donu, w Kirgistanie na pograniczu kirgisko-chińskim oraz na emigracji w Stanach Zjednoczonych. Wśród Kałmuków wyróżnia się Derbetów, Choszutów, Torgutów, także Sartów i Buzawa. Posługują się językiem kałmuckim.